# Желтогорлая чёрная каракара
Желтогорлая чёрная каракара (лат. Daptrius ater) — вид птиц из семейства соколиных, единственный в роде чёрных каракар (Daptrius). Распространён в Южной Америке.

## Ареал

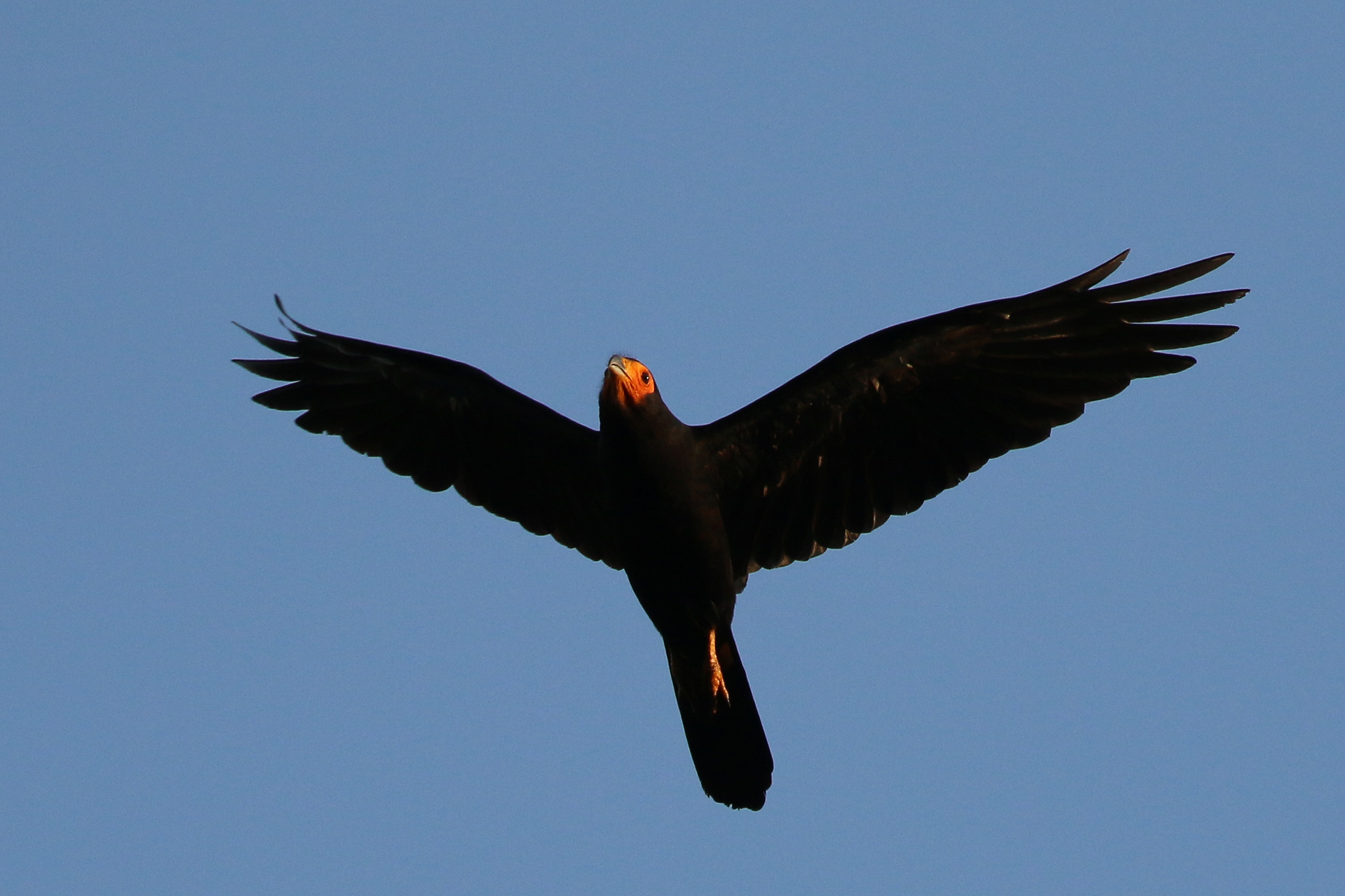

Встречается в Боливии, Бразилии, Колумбии, Эквадоре, Французской Гвиане, Гайане, Перу, Суринаме и Венесуэле, — плато Гайаны, Амазонка и до озера Маракайбо. Естественная среда обитания — субтропические или тропические влажные низинные леса на высоте от 0 до 900 метров от уровня моря. Данную птицу можно найти и в мангровых зарослях и лесах близ воды.
МСОП оценивает популяцию в 1000—10000 особей.

## Описание
Самки весят от 350 до 440 граммов. Самцы, немного меньше, около 330 граммов. Длина тела составляет от 43 до 48 сантиметров.
Оседлый вид. Чаще всего встречаются парами или семейными группами из 3—4 особи, но могут быть замечены и в одиночку.
Питаются животной и растительной пищей, а также падалью: могут поедать птенцов других видов птиц, более мелких птиц, таких как мухоловки и голуби, мелких млекопитающих, лягушек, рептилий, беспозвоночных, орехи и фрукты.
Могут ловить рыбу вдоль рек, которую выхватывают при помощи клюва и когтей.

## Размножение
Гнездо строят из веток размером 60—70 см на деревьях на высоте 25 метров.